# August E. Johansen
August Edgar Johansen (* 21. Juli 1905 in Philadelphia, Pennsylvania; † 16. April 1995 in Orlando, Florida) war ein US-amerikanischer Politiker. Zwischen 1955 und 1965 vertrat er den Bundesstaat Michigan im US-Repräsentantenhaus.

## Leben
August Johansen besuchte die öffentlichen Schulen in Battle Creek (Michigan). In den Jahren 1922 und 1923 war er am Olivet College eingeschrieben. Anschließend setzte er seine Ausbildung am Western Michigan College of Education in Kalamazoo fort. Daran schloss sich bis 1926 ein Studium an der University of Chicago an. Bereits seit 1922 war Johansen in Battle Creek zeitweise als Zeitungsreporter tätig. Von 1924 bis 1934 war er auch Geistlicher in Bedford und zwischen 1934 und 1944 war er Manager der Kellogg Company in Battle Creek. Danach wurde er wieder journalistisch tätig. Bis 1948 verfasste er Zeitungsartikel für eine Zeitung in Battle Creek; danach arbeitete Johansen bis 1951 auch in der Nachrichtenredaktion eines Radiosenders.
Politisch schloss sich Johansen der Republikanischen Partei an. In den Jahren 1949 und 1950 war er Mitglied des Steuerausschusses im Calhoun County. Zwischen 1951 und 1954 gehörte er zum Stab des Kongressabgeordneten Paul W. Shafer. Shafer starb am 17. August 1954, kurz nachdem er erneut durch seine Partei für das US-Repräsentantenhaus nominiert worden war. Diese Nominierung ging nun an Johansen. Bei den Kongresswahlen des Jahres 1954 wurde er im dritten Wahlbezirk von Michigan in das US-Repräsentantenhaus in Washington, D.C. gewählt, wo er am 3. Januar 1955 sein neues Mandat antrat. Nach vier Wiederwahlen konnte er bis zum 3. Januar 1965 fünf Legislaturperioden im Kongress absolvieren. In diese Zeit fielen die Bürgerrechtsbewegung und der Beginn des Vietnamkrieges. Außerdem wurden damals der 23. und der 24. Verfassungszusatz im Kongress verabschiedet.
Bei den Wahlen des Jahres 1964 unterlag Johansen dem Demokraten Paul H. Todd. In den Jahren 1966 und 1967 war er Vizepräsident des Robert A. Taft Institute of Government. Danach betätigte er sich als Lektor und Schriftsteller. August Johansen starb am 16. April 1995 in Orlando.